# مقعدلیسی
مقعدلیسی (به انگلیسی: anilingus) نام عملی جنسی و نوعی سکس دهانی است که میان دو فرد انجام می‌گیرد. در این عمل فردی به‌وسیلهٔ دهان، لب، زبان و دندان خود مقعد فرد دیگری را تحریک می‌کند. مقعدلیسی می‌تواند در هر گرایش جنسی برای لذت شخصی یا تحقیر جنسی مورد استفاده قرار گیرد. لذت‌بخش بودن مقعد لیسی به‌علت وجود میزان زیاد پایانه‌های عصبی در بخش مقعد است. این عمل می‌تواند پیش از انگشت کردن و سکس مقعدی یا به‌عنوان عشق‌بازی قبل از نزدیکی جنسی انجام شود.

## نحوهٔ انجام
مقعدلیسی شامل انواع مختلفی از تکنیک‌ها مانند بوسیدن، حرکت زبان روی باسن و بین شکاف آن و لیسیدن بیرون و داخل مقعد است. مقعدلیسی را می‌توان در پوزیشن‌های زیر انجام داد:
- فردی در شیوه سگی بی‌حرکت قرار گرفته‌باشد و شریکش مقعد او را بلیسد.
- فرد به پشت دراز کشیده و پاهای خود را بالا می‌دهد و شریک وی مقعد او را می‌لیسد.
- در حالت ۶۹ (فردِ زیرین، مقعد فردِ رویی را می‌لیسد).
- فرد ایستاده و شریکش پشت او زانو می‌زند و مقعد او را می‌لیسد.

## ریسک‌های بهداشتی
عمل مقعدلیسی دارای خطرات بهداشتی بالقوهٔ ناشی از تماس مستقیم دهان با مدفوع است. بیماری‌هایی که ممکن است از طریق تماس زبان با مدفوع منتقل شود عبارت‌اند از:
- بیماری‌های ویروسی: هپاتیت ای، هپاتیت بی، هپاتیت سی، فلج اطفال، ویروس پاپیلوم انسانی، ویروس هرپس سیمپلکس
- بیماری‌های عفونی و التهابی: کلامیدیا تراکوماتیس، گاستروآنتریت، التهاب ملتحمه، سوزاک
- بیماری باکتریایی: شیگلوز (اسهال خونی)

و انگل روده و سایر بیماری‌های مقاربتی است.
یک کار تحقیقی جدید بیانگر رابطهٔ بین سکس دهانی و سرطان گلو است و دلیل آن انتقال ویروس اچ‌پی‌وی است؛ زیرا این ویروس در اکثر سرطان‌های مربوط به گردن دیده شده‌است. این تحقیق نتیجه‌گیری می‌کند که افرادی که یک تا ۵ شریک جنسی برای سکس دهانی در زندگی‌شان داشته باشند، احتمال سرطان گلو را نسبت به کسانی که هرگز چنین عملی را انجام نداده‌اند، دو برابر کرده‌اند. آن‌هایی که بیش از ۵ شریک جنسی دهانی داشته‌اند، ۲۵۰ درصد احتمال ابتلا به سرطان را افزایش داده‌اند. با این حال، احتمال انتقال ویروس اچ‌آی‌وی در هنگام مقعدلیسی زیاد نیست.